# Galeodea
Galeodea és un gènere de gasteròpodes marins dins la família Cassidae.

## Taxonomia
- Galeodea alcocki (E.A. Smith, 1906)
- Galeodea bituminata (K. Martin, 1933)
- Galeodea echinophora (Linnaeus, 1758)
- Galeodea hoaraui Drivas & Jay, 1989
- Galeodea keyteri (Kilburn, 1975)
- Galeodea leucodoma Dall, 1907
- Galeodea maccamleyi Ponder, 1983
- Galeodea plauta Beu, 2008
- Galeodea rugosa (Linnaeus, 1771)
- Galeodea triganceae Dell, 1953

Espècies esdevingudes sinònims
- Galeodea beui Kreipl & Alf, 2002 : sinònim de Galeodea alcocki (E.A. Smith, 1906)
- Galeodea carolimartini Beets, 1943 † : sinònim of Galeodea bituminata (K. Martin, 1933)
- Galeodea echinophorella Habe, 1961 : sinònim de Galeodea bituminata (K. Martin, 1933)
- Galeodea marginalba Yamamoto & Sakurai, 1977 : sinònim de Galeodea bituminata (K. Martin, 1933)
- Galeodea noharai Noda, 1980 † : sinònim de Galeodea bituminata (K. Martin, 1933)
- Galeodea tyrrhena (Gmelin, 1791) : sinònim de Galeodea rugosa (Linnaeus, 1771)